# Казе Тре Пини (Пескара)
Казе Тре Пини (итал. Case Tre Pini) је насеље у Италији у округу Пескара, региону Абруцо.
Према процени из 2011. у насељу је живело 36 становника. Насеље се налази на надморској висини од 58 м.